# Superplastic
Superplastic est un fabricant américain de jouets de design basé à Burlington, Vermont, fondé par Paul Budnitz et l'artiste Huck Gee,. Superplastic a été fondée après que Budnitz ait vendu Kidrobot, qui est maintenant géré par Frank Kozik.
Bien que Paul Budnitz ait fondé Superplastic et Kidrobot, les deux entreprises sont désormais en concurrence directe,.

## Histoire
Budnitz a quitté son entreprise, Kidrobot, en 2012 et a ensuite fondé Budnitz Bicycles, une entreprise de bicyclettes de luxe, et Ello, une entreprise de réseau social en ligne,,. En 2018, Budnitz a fondé Superplastic après avoir reçu plus d'un demi-million de dollars par les fonds recueillis en Kickstarter,,. Peu après, l'entreprise a pu lancer un site commercial avec diverses nouvelles séries de jouets, dont des personnages en vinyle et des jouets inspirés des animaux.
Superplastic est surtout connu pour être le producteur de la série de jouets design Janky, et d'autres jouets design qui sont similaires aux figurines Munny et Dunny de Kidrobot,,. Superplastic produit également de nombreuses autres figurines de jouets artistiques, tels que Guggimon, Garth, Hench: It Me!, Oh No!, et bien d'autres jouets en édition limitée. 

### Articles
- Paul Budnitz
- Kidrobot
- Funko